# ليز وارد
ليز وارد (بالإنجليزية: Liz Ward)‏ هي فنانة أمريكية، ولدت في 1959.